# الأنثربولوجيا العصبية
الأنثربولوجيا العصبية هي دراسة العلاقة بين الثقافة والدماغ.

## نظرة عامة
يستكشف هذا المجال كيف ينشئ الدماغ الثقافة، وكيف تؤثر الثقافة على نمو الدماغ وبنيته ووظيفته، والمسارات التي يتبعها التطور المشترك للدماغ والثقافة. وعلاوة على ذلك، ينظر علماء الأنثروبولوجيا العصبية في الكيفية التي تساعدنا بها الاكتشافات الجديدة في علوم الدماغ على فهم التأثيرات التفاعلية للثقافة والبيولوجيا على التطور والسلوك البشري. بطريقة أو بأخرى، تعتمد أبحاث علماء الأنثروبولوجيا العصبية وتفسيراتهم حول كيفية تطور الدماغ البشري، وكيفية هيكلته، وكيفية عمله ضمن الحدود الوراثية والثقافية لبيولوجيته (انظر البنية الوراثية الحيوية والمواقع الإلكتروني ذي الصلة).

## تاريخيًا
طُوّرت الأنثروبولوجيا العصبية كمجال للدراسة خلال جلسة مؤتمر الرابطة الأمريكية للأنثروبولوجيا لعام 2008. كانت الجلسة بعنوان «الدماغ المثقف: الأنثروبولوجيا العصبية والمشاركة متعددة التخصصات». كان علم الأعصاب والأنثروبولوجيا سابقًا موجودَين كمجالين منفصلين يتداخلان معًا في مواضيع محددة فقط. خلال جلسة مؤتمر الرابطة الأمريكية للأنثروبولوجيا لعام 2008، ظهرت الحاجة إلى دراسة تجمع بين مجالَي الثقافة وتطور الدماغ. 
تمحورت المحاضرة التي ألقاها دانيال ليندي في جلسة مؤتمر الرابطة الامريكية للأنثروبولوجيا لعام 2008 بشكل خاص حول الفوائد التي سينالها مجال الأنثروبولوجيا إذا دمجوا علم الأعصاب معه. وذكر ليندي أن دراسة الدماغ ستعطينا بعض الإجابات عن سبب تصرف الأفراد بالطريقة التي يتصرفون بها. يجادل ليندي بشكل أساسي بأن الأنثروبولوجيا العصبية ستسمح لعلماء الأنثروبولوجيا بمعالجة الأسئلة التي لم يكن بالإمكان الإجابة عليها سابقًا. طرح فرانز بواس وبرونيسلاف مالينوفسكي هذه الأسئلة لأول مرة في محاولتهم لدراسة ما يحفز الأفراد وما هي الرغبة. باختصار، ووفقًا لليندي، سيسمح الجمع بين الأنثروبولوجيا وعلم الأعصاب بدراسة سبب قيام الأفراد بالأشياء التي يقومون بها.

## بناء الثقافة (الانثقاف)
يوجد نوعان من أشكال الانثقاف: الثقافة التي يبنيها الدماغ وتأثير الثقافة على الدماغ. يتعامل الأول مع الآليات العصبية والمعرفية لبناء الثقافة، بينما يتعلق الأخير بكيفية تغيير الثقافة لبنية الدماغ.

### ثقافة يبنيها الدماغ
يعطي الإنسان معنى مهمًا للأشياء بهدف صنع ثقافة، وينطلق ذلك من دافع منشؤه قشرة الفص الجبهي. تفعل قشرة الفص الجبهي ذلك عبر أخذ المعلومات وتصنيفها لربطها بمعلومات أخرى. من الناحية الأنثروبولوجية، يمكن تعريف الثقافة بأنها فهم المعنى الرمزي المشترك بين الناس. يُبنى هذا التفاهم المتبادل بشكل فردي بين الناس ويبدأ بشكل بسيط إلى حد ما. يبدأ بعدد صغير من العناصر الثقافية ذات المعنى البسيط نسبيًا والتطبيقات المعزولة. ثم تزداد هذه العناصر تعقيدًا لتشمل عددًا أكبر، وبعمق هرمي أكبر وتزداد الروابط مع الأشياء أو الأحداث الأخرى. تسمى هذه العملية بالبحث الاستدلالي. عندما يتفاعل الأفراد مع الأشياء، يبنون معلومات لبناء سياق مشترك بهدف فهم بعضهم البعض من خلال بحثهم الاستدلالي. يشكل البشر استنتاجات أكثر منطقية فيما يتعلق بأفضل معنى لأي ملاحظة أو حدث معين من خلال تنمية سياق مشترك.

### تأثير الثقافة على الدماغ
الاكتشاف الأكثر أهمية هو أن الدماغ بأكمله، بما في ذلك قشرة الفص الجبهي، يتفاعل مع التجارب الثقافية. إذ تبني الثقافة أنماطًا من النشاط العصبي تؤثر وتغير في بنية الدماغ.

### الأبحاث
أجريت دراسات متعددة تتعلق بالأنثربولوجيا العصبية. أجريت هذه الدراسات في بيئة مخبرية وضمن مجالات العلوم الأنثربولوجية. تهتم الدراسات المعملية بمعرفة «العلاقة بين السبب والنتيجة بين الوظيفة المعرفية وبنية الدماغ ونشاطه». تهتم الدراسات الأنثروبولوجية بالسلوكيات التي تؤثر وتغير في الوظيفة المعرفية، مثل طريقة إدراك الدماغ للألوان واللغات.

#### الصحة
تظهر الدراسات العصبية الأنثروبولوجية التي أجريت في البرازيل آثار الثقافة على الصحة العقلية. إضافة لذلك، توضح هذه الدراسات كيف تساهم المتغيرات في رؤية المجتمع للسلوكيات الطبيعية، وتأثيرها بشكل مباشر على الدرجة التي يشعر بها الفرد بالسعادة. تظهر مستويات السيروتونين في أدمغة الأفراد قيد الدراسة ارتباطًا بين العوامل البيئية وصحة الدماغ. أجريت دراسات مماثلة على قدامى المحاربين في الولايات المتحدة واضطراب ما بعد الصدمة.

### ملخص
باختصار، تأخذ قشرة الفص الجبهي معلومات وأحداثًا من مناطق معينة من الدماغ وتشكل روابط بينها. يشكل ذلك البنى الأساسية للثقافة. تستطيع قشرة الفص الجبهي إنشاء أفكار جديدة وتعديلها نتيجة للتجارب الثقافية الموجودة سابقًا من خلال تشكيل روابط عصبية. 

## روابط خارجية
- علم الأعصاب في PLoS
- دين فالك
- رالف هولواي